# Jurta
Jurta (rusko юрта) (iz turških jezikov) ali ger (mongolsko), je prenosni okrogel šotor, prekrit in izoliran s kožo ali polstjo, ki ga tradicionalno uporabljajo kot bivališče številne različne nomadske skupine v stepah in gorah notranje Azije.
Struktura je sestavljena iz prožne kotne sestave ali rešetke iz lesa ali bambusa za stene, okvirja vrat, reber (palcev, špirovcev) in kolesa (krone, kompresijskega obroča), ki je lahko s paro upognjeno kot streha. Strešna konstrukcija je včasih samonosna, vendar imajo lahko velike jurte notranje stebre ali stebre, ki podpirajo krono. Raztezanje vrha stene samonosnih jurt preprečuje napenjalni trak, ki deluje proti sili strešnih reber. Postavitev ali razstavljanje jurt traja od 30 minut do treh ur, običajno pa jih uporablja od pet do petnajst ljudi. Nomadsko kmetijstvo z jurtami kot bivališčem je že tisočletja glavni način življenja v Srednji Aziji, zlasti v Mongoliji.

## Etimologija
Staroturška beseda jurt ('šotor, bivališče, prebivališče, območje') je morda izpeljana iz staroturške besede ur – glagola s pripono +Ut. V sodobni turščini in uzbeščini se beseda jurt uporablja kot sinonim za 'domovino' ali 'spalnico', medtem ko v sodobni azerbajdžanščini jurd predvsem pomeni 'domovino' ali 'materinski dom'. V ruščini se struktura imenuje jurta (юрта), od koder je beseda prišla v druge jezike.

## Zgodovina
Jurte so že vsaj dva tisoč let in pol značilnost življenja v Srednji Aziji. Prvi pisni opis jurte, ki se uporablja kot bivališče, je zapisal starogrški zgodovinar Herodot. Šotore, podobne jurtam, je opisal kot bivališče Skitov, nomadskega ljudstva, ki je jezdilo konje in je živelo ob severnem Črnem morju in Srednji Aziji od približno leta 600 pr. n. št. do leta 300 n. št.

### Jurte zunaj Srednje Azije
Ko je priljubljenost naraščala, se je razširila tudi izven Srednje Azije. V 13. stoletju, na vrhuncu mongolskega cesarstva, so jurte uvedli v dele Evrope in Bližnjega vzhoda. Marco Polo je v svojih spisih celo omenil uporabo jurt na dvoru Kublajkana. V novejši zgodovini so jurte na Zahodu pritegnile pozornost zaradi svoje edinstvene estetike in praktičnosti.

## Gradnja
Tradicionalne jurte so sestavljene iz raztegljivega lesenega krožnega ogrodja, ki nosi prevleko iz polsti. Polst je izdelana iz volne ovac, ki spremljajo pastirje. Lesa za izdelavo zunanje konstrukcije ni mogoče najti na brezlesnih stepah in ga je treba pridobiti s trgovino v dolinah spodaj.
Ogrodje je sestavljeno iz enega ali več raztegljivih mrežastih sten, okvirja vrat, upognjenih strešnih drogov in krone. Mongolski ger ima enega ali več stebrov za podporo krone in ravnih strešnih drogov. (Samonosilni) leseni okvir je prekrit s kosi polsti. Odvisno od razpoložljivosti je polst dodatno prekrita s platnom in/ali sončnimi prevlekami. Okvir je povezan z eno ali več vrvmi ali trakovi. Strukturo stiska teža prevlek, včasih pa jo dopolnjuje težka utež, obešena s središča strehe. Razlikujejo se po velikosti in relativni teži. Zagotavljajo veliko izolacije in zaščite pred zunanjim mrazom pozimi ter jih je enostavno zamenjati, da jurte poleti ostanejo hladne.
Jurta je zasnovana tako, da se jo razstavi, deli pa se kompaktno prevažajo na kamelah ali jakovih, da se ponovno zgradijo na drugem mestu. Celotna gradnja traja približno 2 uri.
- Postavitev jurte: začetek s stenami in vrati
- Postavitev strešne konstrukcije
- Postavitev strešne konstrukcije z nakloni strehe
- Postavitev tanke spodnje prevleke na strešna pobočja
- Pokrivanje iz polsti na mestu
- Postavitev zunanje prevleke
- Zadnji korak: dodajanje vrvi
- Ger stoji v stepi blizu Mandalgovija

Zaradi navpičnih sten je pridobila na uporabnem prostoru, položna streha pa je pripomogla k zmanjšanju neuporabnega prostora nad prebivalci, kar je vplivalo na gospodarnejše ogrevanje. Zaradi okroglega tlorisa zelo dobro prenaša močne vetrove. Na vrhu strehe je lesen krog, skozi katerega je izhajal dim odprtega ognjišča ali dimnik manjše kovinske peči. V sodobnih jurtah vrhnji krog večinoma prekrivajo kupole, dimnik pa je speljan na prostost skozi steno.
Ogrodje je  narejeno iz lesa in na mestu sestavljivo iz posameznih elementov. Na vrhu je lesen krog, ki je tradicionalno narejen s krivljenjem parjenega lesa. Lesena strešna rebra povezujejo krog na vrhu strehe in steno na spodnjem robu strehe. Stena je sestavljena iz tanjših, rahlo ukrivljenih palic, med sabo mnogokrat povezanih z usnjem, vrvico ali, pri sodobnih jurtah, s kovinskimi elementi.

### Izolacija in dekoracija, simbolika
Tradicionalna izolacija in dekoracija v jurti je sestavljena predvsem iz volnenih preprog z vzorci. Ti vzorci običajno izhajajo iz svetih okraskov z določeno simboliko. Simboli, ki predstavljajo moč, so na primer temdeg ali khas (svastika), štiri mogočne zveri (lev, tiger, garuda – vrsta ptice in zmaj), pa tudi stilizirane predstavitve štirih elementov (ogenj, voda, zemlja in zrak), ki veljajo za temeljne, nespremenljive elemente kozmosa. Takšni vzorci se pogosto uporabljajo doma v prepričanju, da bodo prinesli moč in nudili zaščito.
Pogosto se uporabljajo tudi ponavljajoči se geometrijski vzorci, kot je neprekinjen vzorec kladiva ali hoje (alkhan khee). Pogosto se uporablja kot okras na robu in predstavlja neskončno moč in nenehno gibanje. Drug pogost vzorec je ulzii, simbol dolgega življenja in sreče. Khamar ugalz (vzorec na nosu) in ever ugalz (vzorec na rogovih) izhajata iz oblike živalskega nosu in rogov ter sta najstarejša tradicionalna vzorca. Vse vzorce lahko najdemo ne le na samih jurtah, temveč tudi na vezeninah, pohištvu, knjigah, oblačilih, vratih in drugih predmetih.
Pri izdelavi kirgiških polstenih preprog sta najpogostejša vzorca Ala kiyiz in Širdak. Okraski predstavljajo dobre želje ali blagoslove izdelovalcev hčerki, ki se poroči, otrokom ali vnukom.
- Emblem Kazahstana
- Zastava Kirgizistana
- Notranjost sodobne jurte

Šangirak ali lesena krona jurte (mongolsko тооно, [tɔːn]; kazaško шаңырақ, latinizirano: Shañıraq [ɕɑɴəɾɑ́q]; kirgiško түндүк [tyndýk]; turkmensko tüýnük) je sam po sebi simbol mnogih srednjeazijskih kultur. V starih kazaških skupnostih so jurto pogosto popravljali in obnavljali, vendar je šangirak ostal nedotaknjen in se je po očetovi smrti prenašal z očeta na sina. Dolžino družinske dediščine so lahko merili z nabiranjem madežev na šangiraku zaradi desetletij dima, ki je prehajal skozenj. Stilizirana različica krone je v središču grba Kazahstana in tvori glavno podobo na zastavi Kirgizistana.
Danes jurta velja za nacionalni simbol mnogih srednjeazijskih skupin, zato se jurte lahko uporabljajo kot kavarne (zlasti tiste, specializirane za tradicionalno hrano), muzeji (zlasti tisti, povezani z nacionalno kulturo) in trgovine s spominki. V počastitev Marijinega leta kot kulturne prestolnice turškega sveta je vlada Turkmenistana zgradila strukturo v obliki jurte, imenovano Ak Öýi (Bela stavba), ki je opisana kot »največja jurta na svetu«, iz betona, granita, aluminija in stekla. Struktura, postavljena 27. novembra 2015, je visoka 35 metrov in ima premer 70 metrov. Po poročanju turkmenistanske državne tiskovne agencije je »bela jurta simbol starodavne, prepoznavne zgodovinsko-kulturne zapuščine, znak ohranjanja naših korenin in izvora«. Ta trinadstropna stavba vključuje kavarno, pisarne in VIP apartmaje ter veliko dvorano s 3000 sedeži.